# Yahni

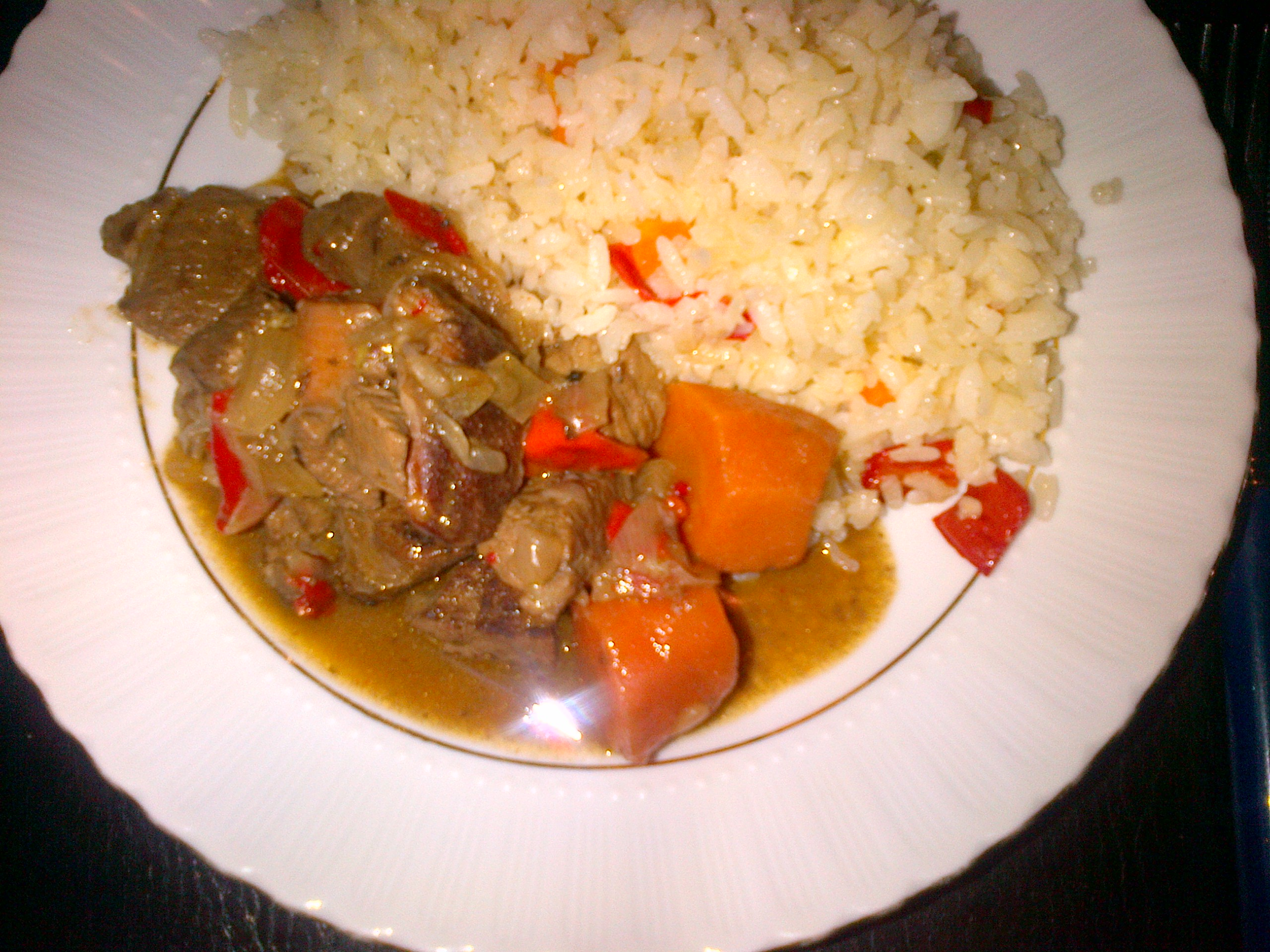
Dana yahni o yahni de carn de vedella

Yahni (en turc) és el nom donat als estofats amb cebes i salça a la cuina turca. Aquests plats generalment són de color vermell (per la salsa de tomàquet salça). El yahni també es troba a les cuines dels països veins de Turquia en els Balcans i a Iran també, a vegades noms similars com yakhni o yahniya.
Alguns yahnis a la cuina turca:
- Ayvalı yahni: Yahni amb codony, especialment d'Artvin[2]
- Ciğer yahni: Fetge, cebes
- Nohut yahnisi: Cigrons, carn
- Nohutlu işkembe yahnisi: Tripa, cigrons
- Papaz yahnisi: Carn, escalunyes, pastanages